# Peter Ferm
Peter Lorentz Ferm, född 15 maj 1957 i Lundby församling i Göteborg är en svensk kulturjournalist, dramaturg och teaterregissör.

## Biografi
Under 1980-talet frilansade Peter Ferm som kulturjournalist och skrev teaterkritik först i Expressen och sedan i Dagens Nyheter. Därefter var han verksam som dramaturg och regissör vid Radioteatern.

## Regi
- 1985 Svarta passioner (Glädjeflickan i Rom, Albert och Julia & Narcissus) av Erik Johan Stagnelius, Göteborgs Universitetsteater[2]
- 1986 Bakom spegeln (Oxtiern eller libertinens nederlag (Oxtiern, ou les malheurs du libertinage) av markis de Sade & Blodstrålen (Le Jet du sang) av Antonin Artaud), Göteborgs Universitetsteater, översättning Lars Bjurman respektive Leif Janzon
- 1988 Skit också! (Kung Ubu, Ubu roi) av Alfred Jarry, Musikteatern Kurt, Husby, Stockholm, översättning Sture Pyk
- 1989 Hermione, min syster av Magnus William-Olsson, Radioteatern, med bland andra Gerhard Hoberstorfer, Peter Wahlbeck, Per Myrberg och Tomas Laustiola
- 1989 Affabulazione - ett ödesspektakel (Affabulazione, utgiven på svenska som Drömmer jag?) av Pier Paolo Pasolini, Radioteatern, översättning Ingvar Björkeson, med bland andra Björn Gedda, Gerhard Hoberstorfer, Ana-Yrsa Falenius, Tomas Pontén och Peter Kneip
- 1991 Minnas av Carl-Johan Vallgren, Radioteatern, med Pia Johansson och Torkel Petersson
- 1991 På te hos Gud (ur Om godheten) av Willy Kyrklund, Radioteatern, med Björn Granath och Heinz Hopf (även dramatisering)
- 1991 Samum av August Strindberg, Radioteatern, med bland andra Åsa Simma och Bengt Järnblad
- 1992 Poetens födelse (Birth of the Poet) av Kathy Acker, Radioteatern (även översättning), med bland andra Viveka Seldahl, Rikard Wolff, Leif Andrée, Claire Wikholm, Åsa Kalmér och Torkel Petersson
- 1993 Ge mig tillbaka min bror! av Anne-Marie Berglund, Radioteatern, med bland andra Ingalill Rydberg, Leif André, Lissi Alandh och Torsten Föllinger
- 1994 Hans sista dagar (Последние дни, Poslednie dni) av Michail Bulgakov, Radioteatern, översättning Lars Erik Blomqvist, med bland andra Viveka Sehldal, Stig Ossian Ericson, Gun Arvidsson, Krister Henriksson, Jan-Olof Strandberg, Sven Lindberg, Börje Ahlstedt, Dan Ekborg, Anders Ahlbom Rosendahl och Lena Endre
- 1996 Förföraren av Carina Rydberg, Radioteatern, med bland andra Stefan Sauk